# Тустатово
Туста́тово (рос. Тустатово, ерз. Тустатово) — присілок у складі Краснослободського району Мордовії, Росія. Входить до складу Краснопідгорного сільського поселення.
Населення — 10 осіб (2010; 26 у 2002).
Національний склад (станом на 2002 рік):
- мордва — 100 %